# Síndrome de l'intestí irritable
La síndrome de l'intestí irritable (SII o, antigament anomenat, còlon espàstic o còlon irritable) és un tipus de trastorn gastrointestinal funcional caracteritzat per dolor abdominal crònic, malestar, inflor abdominal i l'alteració dels hàbits intestinals en absència de qualsevol causa orgànica detectable.
Aquests símptomes es poden mantenir durant molt de temps, de vegades durant anys. La SII pot afectar negativament la qualitat de vida i pot provocar absentisme a l'escola o a la feina, o una reducció de la productivitat. Trastorns com ara ansietat, depressió major i síndrome de fatiga crònica són freqüents entre les persones amb SII.
En alguns casos, els símptomes s'alleugen moviments intestinals. La diarrea o el restrenyiment poden predominar, o bé poden alternar (classificat com SII-D, SII-C o el SII-A, respectivament). La SII pot començar després d'una infecció (post-infeccioses, la SII-PI), un esdeveniment vital estressant o l'inici de la maduresa, sense altres indicadors mèdics.
La causa de l'SII es desconeix, però s'han proposat múltiples factors que hi condueixen. Les teories inclouen combinacions de problemes l'"eix intestí-cervell", alteracions en la motilitat intestinal, hipersensibilitat visceral, infeccions que inclouen sobrecreixement bacterià de l'intestí prim, neurotransmissors, factors genètics i intolerància a alguns aliments. L'inici pot ser desencadenat per un estressant esdeveniment vital, o una infecció intestinal. En aquest últim cas, s'anomena síndrome de l'intestí irritable postinfecciós.
El diagnòstic es basa en els símptomes en absència de característiques preocupants i una vegada que s'han descartat altres trastorns potencials. Les característiques preocupants o d'"alarma" inclouen l'aparició a més de 50 anys d'edat, pèrdua de pes, sang en la femta, o antecedents familiars de malaltia inflamatòria intestinal. Altres afeccions que es poden presentar de manera similar inclouen malaltia celíaca, colitis microscòpica, malaltia inflamatòria intestinal, malabsorció d'àcids biliars i càncer de còlon.
El tractament de l'SII es realitza per millorar els símptomes. Això pot incloure canvis en la dieta, medicaments, probiòtics i assessorament. Les mesures dietètiques inclouen l'augment de la ingesta de fibra soluble o un dieta baixa en oligosacàrids, disacàrids, monosacàrids i poliols fermentables (FODMAP). La dieta "baixa FODMAP" està pensada per a un ús a curt i mitjà termini i no està pensada com a teràpia de tota la vida. La medicació loperamida es pot utilitzar per ajudar amb diarrea mentre es poden utilitzar laxants per ajudar amb el restrenyiment. Hi ha proves sòlides d'assaigs clínics per a l'ús d'antidepressius, sovint en dosis més baixes que les que s'utilitzen. per a la depressió o l'ansietat, fins i tot en pacients sense trastorn de l'estat d'ànim comòrbid. Els antidepressius tricíclics com l'amitriptilina o la nortriptilina i els medicaments del grup inhibidors selectius de la recaptació de serotonina (ISRS) poden millorar els símptomes generals i reduir el dolor. L'educació del pacient i una bona relació metge-pacient són una part important de l'atenció.
Es creu que entre un 10 i un 15% de les persones del món desenvolupat estan afectades per l'SII. La prevalença varia segons el país (de l'1,1% al 45,0%) i els criteris utilitzats per definir l'SII; no obstant això, la prevalença global mitjana és de l'11,2%. És més comú a Amèrica del Sud i menys freqüent al sud-est asiàtic. Al món occidental és el doble de comú en dones que en homes i normalment es produeix abans dels 45 anys. No obstant això, les dones a Àsia oriental no tenen més probabilitats que els seus homòlegs masculins de tenir SII, cosa que indica taxes molt més baixes entre les dones de l'est asiàtic. De la mateixa manera, els homes d'Amèrica del Sud, Àsia del Sud i Àfrica tenen la mateixa probabilitat de tenir SII que les dones d'aquestes regions, si no més. La malaltia sembla ser menys freqüent amb l'edat. El SII no afecta l'esperança de vida ni condueix a altres malalties greus. La primera descripció de l'afecció va ser l'any 1820, mentre que el terme actual síndrome de l'intestí irritable es va utilitzar en 1944.

## Símptomes
Els símptomes són variats i dispersos, caracteritzats principalment per molèsties o dolor abdominal, diarrea, estimbada diarreics o restrenyiment crònics, de vegades alternats o de vegades amb només un d'estos símptomes si hi ha sensació de plenitud. Però sempre es tracta de molèsties abdominals amb algun tipus de disfunció en la motilitat intestinal i amb resultat negatiu de totes les anàlisis realitzades en el tracte digestiu, des d'estudis contrastats de l'intestí, analítica, escàners, endoscòpies, etc. Una altra dada indicativa és la hipersensibilitat a qualsevol distensió abdominal produïda per gasos o aliments irritants.
Sol ser una afecció crònica i acompanyar el pacient al llarg de tota la seva vida, unes vegades amb símptomes lleus que no necessiten anar al metge, altres vegades suposant un important trastorn en la seva vida diària.

## Diagnòstic
El diagnòstic és principalment clínic, com es va esmentar a dalt, els estudis de laboratori i gabinet són negatius i freqüentment innecessaris.
S'han descrit  símptomes d'alarma  que han d'alertar al metge i davant la seva presència s'aconsella un major estudi diagnòstic per tal de descartar altres patologies. Aquests símptomes són: 
- Pèrdua de pes.
- Inici de símptomes després dels 50 anys.
- Història familiar de càncer de còlon o colitis ulcerosa.
- Presència de febre.
- Sagnat rectal.
- Símptomes de predomini nocturn.
- Història personal d'algun pòlip de còlon.

L'estudi recomanat varia d'acord amb els símptomes: 
- Hemograma complet.
- Velocitat de sedimentació globular (VSG) i proteïna C reactiva.
- Descartar una celiaquia: anticossos antiendomisi i transglutaminasa.

Rarament caldran altres exploracions com poden ser:
- Proves de funció tifoidal, si sospita d'hipertiroïdisme.
- Anàlisi de femta, si viatge a països tropicals.
- Si sospita de patologia orgànica intestinal 
  - Rectosigmoidoscòpia.
  - Colonoscòpia.

## Factors desencadenants
L'estrès, l'ansietat emocional o la depressió solen empitjorar els símptomes.
Cada pacient, al seu torn, pot presentar hipersensibilitat a aliments variats. Encara que s'ha establert que els principals grups d'aliments als quals els pacients d'intestí irritable són hipersensibles són el gluten del blat, ordi, sègol, llevats, llet, greixos i alcohol. A causa de la hipersensibilitat, els àpats que produeixen gasos intestinals són també poc tolerades pels pacients i els canvis bruscos de dieta o hàbits.

## Recomanacions higienicodietètiques
Si hi ha quadre d'irritació colònica, i en ell predominés el restrenyiment, pot ser alimentació beneficiosa la que contingui fibres (segó, cereals integrals, verdures crues i cuites, fruites fresques).
Si el quadre és acompanyat de diarrees, llavors eviteu les fibres, principalment les de fruites i verdures fresques.
En tots els casos, així com és recomanable evitar els aliments que produeixen gasos (llegums secs i coliflor-cabdell), també evitar les begudes gasificades i l'excés de sucre.
En general: És important l'equilibri en la dieta, entre greixos, hidrats de carboni i proteïnes. Cal restringir el consum de cafè i altres begudes calentes cafeïna; moderar l'alcohol; menjar almenys tres vegades al dia, fer-ho amb temps i relaxadament, exercitar el cos de manera regular.

## Tractament
Els tractaments existents es dirigeixen a mitigar i prevenir les crisis simptomàtiques, ja que no hi ha cap tractament curatiu. S'ha trobat que una sèrie de tractaments  efectius, com ara la fibra, la psicoteràpia, medicaments antiespasmòdics i antidepressius i oli de menta.

### Dieta

#### FODMAP
Els FODMAP són hidrats de carboni de cadena curta que s'absorbeixen poc a l'intestí prim. Una revisió sistemàtica del 2018 va trobar que, tot i que hi ha proves de la millora dels símptomes de l'SII amb una dieta baixa en FODMAP, l'evidència és de molt baixa qualitat.

#### Fibra
La suplementació de fibra soluble (p. ex., closca de Psyllium o ispaghula) pot ser eficaç per millorar els símptomes. Tanmateix, la fibra soluble no sembla reduir el dolor.

### Activitat física
L'activitat física pot tenir efectes beneficiosos sobre la síndrome de l'intestí irritable. A la vista d'això, les últimes directrius de la Societat Britànica de Gastroenterologia sobre el maneig de l'IBS han indicat que tots els pacients amb SII se'ls recomana que facin exercici regularment (recomanació forta, evidència de certesa feble), mentre que les directrius de l'American College of Gastroenterology han suggerit amb una certesa més baixa de l'evidència. L'activitat física podria millorar significativament l'adherència de la gent i, en conseqüència, comporta un benefici clínic significatiu per als símptomes.

### Fàrmacs
A utilitzar de forma ocasional. Fàrmacs comercialitzats al mercat espanyol:

#### Laxants i antidiarreics
Els laxants, poden ser útils quan preval el restrenyiment; 
Els antidiarreics, com la loperamida (EFG, Fortasec), quan preval la diarrea.

#### Antiespasmòdics
L'ús de fàrmacs antiespasmòdics (per exemple, anticolinèrgics,  com la mebeverina (Duspatalín)) pot ajudar les persones que tenen còlics o diarrea. Una metaanàlisi de la Col·laboració Cochrane conclou que una de cada set persones es beneficia del tractament amb antiespasmòdics. Tenen l'inconvenient que promouen el restrenyiment i el pacient arriba a desenvolupar resistència al seu efecte per tolerància.

#### Suspensió dels inhibidors de la bomba de protons
Els inhibidors de la bomba de protons (IBP) utilitzats per suprimir la producció d'àcid estomacal poden causar sobrecreixement bacterià de l'intestí prim (SIBO) que condueixin a símptomes d'SII. S'ha recomanat la interrupció dels IBP en individus seleccionats ja que pot conduir a una millora o resolució dels símptomes del SII.

#### Antidepressius
L'evidència és contradictòria sobre el benefici dels antidepressius en l'SII. Algunes metaanàlisis han trobat un benefici, mentre que altres no. Hi ha bones proves que dosis baixes d'antidepressius tricíclics (ATC) poden ser efectives.

### Altres
El silicat d'alumini i magnesi i citrat d'alverina poden ser efectius per a l'SII.
La rifaximina pot ser útil com a tractament per als símptomes de l'SII, incloent inflor abdominal i flatulència, encara que l'alleujament de la distensió abdominal és retardada.

### Probiòtics
Els probiòtics poden ser beneficiosos en el tractament de l'IBS; Es recomana prendre entre 10.000 i 100.000 milions de bacteris beneficiosos al dia per obtenir resultats beneficiosos. Tanmateix, es necessiten més investigacions sobre soques individuals de bacteris beneficiosos per obtenir recomanacions més refinades.

### Remeis a base d'herbes
L'oli de menta sembla útil. En una metaanàlisi es va trobar que era superior al placebo per millorar els símptomes de l'SII, almenys a curt termini.